# Il giudice (film 1984)
Il giudice (Le Juge) è un film del 1984 diretto da Philippe Lefebvre.
Ispirato alla lotta del giudice Pierre Michel contro la French Connection.

## Trama
A Marsiglia il giudice Muller vuole smantellare una rete di narcotrafficanti. Si assicura la collaborazione di un commissario di polizia per attaccare direttamente il capo dell'organizzazione, un mafioso di nome Rocca.